# Gabriel Savino
Gabriel Savino (Corral de Bustos, provincia de Córdoba, 28 de octubre de 1969) es un dirigente político y técnico de la provincia de Santa Fe electo por la legislatura provincial para ejercer el cargo de Defensor del Pueblo adjunto zona sur de la Defensoría del Pueblo de Santa Fe (2019-2024). En la actualidad se encuentra en simultáneo a cargo de la Defensoría de Niños, Niñas y Adolescentes de la Provincia de Santa Fe (DNNyA). Fue reelecto por sus pares como Director Regional para el Caribe y América Latina del Instituto Internacional del Ombudsman (IIO) 2023-2025 y como representante de las Defensorías del Pueblo subnacionales de Argentina ante el Consejo Directivo de la Federación Iberoamericana del Ombudsman (FIO), donde también fue designado como Vicepresidente del Consejo Rector de la FIO para el período 2023 - 2025. 
Actualmente reside en la ciudad de Rosario donde se formó como politólogo, docente universitario y mediador comunitario. Ciudad en la que también desarrolló tareas sociales y profesionales en diferentes ámbitos. 
Fue Presidente en cuatro periodos de la Asociación de Graduados en Ciencia Política y Relaciones Internacionales de Rosario; de Proyección Asociación Civil; ex Socio Gerente de Fases Consultores Internacionales; miembro de Mediadores Asociados S.A, y recibió instrucción como Piloto de Planeador homologado por Fuerza Aérea Argentina.
Su mirada de la función pública se sustenta en el compromiso puesto al servicio ciudadano, en la modernización de un Estado capaz de garantizar las  tres generaciones de derechos, que cuente con una rendición de cuentas democrática, impulsor de la gestión pública basada en evidencia, la transparencia, creando "Valor Público" en la Gestión,  y que incorpore las miradas de la democracia digital y la cuarta generación de derechos aún en discusiónpara mejorar la calidad de vida de la ciudadanía sin distinción.

## Designación
El candidato para ejercer el cargo de defensor del Pueblo adjunto en la provincia de Santa Fe es propuesto por el gobernador mediante un pliego que pasa por la supervisión del Consejo de la Magistratura enviándose a legislatura santafesina y que debe ser aprobado en Asamblea Legislativa.
El 19 de diciembre de 2019, luego de que la asamblea legislativa aprobara el pliego enviado por el entonces gobernador de Santa Fe Miguel Lifschitz, tomó juramento como Defensor del Pueblo adjunto dando inicio al mandato cuya extensión es de 5 años según la Ley de Defensoría del Pueblo.
El 5 de agosto del 2020, tras cumplir su mandato el defensor del Pueblo Raúl Lamberto, Gabriel Savino quedó a cargo de la Defensoría del Pueblo de la provincia de Santa Fe junto a su par Jorge Henn.
Tras hacerse cargo de los destinos de la institución señaló que “la pandemia nos hizo ver que la solidaridad y la cooperación nos fortalecen como comunidad. Nos encontramos ante la necesidad de repensar una sociedad e instituciones inclusivas en un marco de equidad, en donde el Estado sea protagonista y promotor del desarrollo”.

## Sobre la gestión pública
El primer vínculo con la Defensoría del Pueblo fue el año 2004 cuando fue designado como miembro del gabinete del defensor del Pueblo Carlos Bermúdez. Posteriormente adquirido por concurso de antecedentes y oposición el cargo de director general de Descentralización Territorial de la Defensoría del Pueblo de la Provincia de Santa Fe, desde donde diseño la descentralización institucional hacia el interior del territorio provincial, acercándola a la ciudadana, institución que cuenta con 46 oficinas de atención y 3 oficinas móviles, 5 Centros de Asistencia a la Víctima y Testigos del Delito, 5 Centros de Mediación Comunitaria y Resolución de Conflictos, y un Órgano de Revisión de Salud Mental. 
Previamente, desde el año 1999 y hasta el 2003 se desempeñó como asesor legislativo en la Cámara de Diputados de Santa Fe. Durante ese período brindó asesoramientos en la comisión de Industria y Comercio y en la de Derechos y Garantías. A su vez, también formó parte del equipo asesor de la comisión Bicameral de Límites y fue designado por la Cámara de Diputados de la Provincia de Santa Fe y el Ministerio de Agricultura, Ganadería, Industria y Comercio (MAGIC) para la diagramación y redacción del Reglamento de la Ley 12.069 para la regulación de las grandes superficies comerciales”.
También durante el mismo período fue asesor integrante de la Comisión Redactora de los proyectos de Ley de la Dirección del Menor en Conflicto con la Ley Penal, Minoridad y Familia, de la Secretaría de Justicia y Culto de la Provincia, asesor designado para la redacción del proyecto de Ley para la Regulación de la Actividad Agraria Provincial, conocida como Cómo Rural, conjuntamente con el Instituto Argentino de Derecho Agrario, y asesor en la comisión creada por Ley N.º 11.947/01 redactora del proyecto de Ley para la Regulación de las Grandes Superficies Comerciales, Ministerio de Agricultura, Ganadería, Industria y Comercio (MAGIC).
Entre los años 1997 y 1999 se desempeñó como asesor técnico de proyectos, designado como personal político de Gabinete en el Honorable Concejo Municipal de Rosario.

## Participación en organismos internacionales
Fue electo Director Regional para América Latina y el Caribe en el Instituto Internacional de Ombudsman (IIO) para el período 2021-2023. “Esta designación es un reconocimiento a la tarea que la Defensoría del Pueblo de la provincia de Santa Fe viene realizando hace décadas. Desde su creación, esta institución se ha convertido en una referencia a nivel local, regional y también internacional”, destacó en la ocasión,
El IIO, fundado en 1978, es la única organización global para la cooperación entre más de 200 instituciones independientes de Ombudsman de más de 100 países en todo el mundo. El IOI está organizado en seis regiones (África, Asia, Asia Austral y Pacífico, Europa, América Latina y Caribe y América del Norte). En sus esfuerzos por lograr una buena gobernanza y por crear capacidad, el IIO apoya a sus miembros principalmente en tres ámbitos: formación, investigación y subvenciones regionales para proyectos.
Es el miembro representante de las 65 Defensorías del Pueblo subnacionales de Argentina ante el Consejo Directivo de la Federación Iberoamericana del Ombudsman (FIO) Periodo 2021-2023. En la XXVIII Asamblea de la Federación Iberoamericana de Ombudsperson (FIO) desarrollada en Barranquilla, Colombia en el mes de octubre del años 2023, fue designado como Vicepresidente del Consejo Rector por las Defensorias Submacionales por el periodo 2023-2025.
Designado Ciudadano Distinguido por las Autoridades Gubernamentales de Santo Domingo República Dominicana en noviembre de 2021.

## Trayectoria en la docencia
Es docente en la cátedra Políticas Públicas I y II de la facultad de Derecho y Ciencias Sociales de la Universidad Abierta Interamericana (UAI) y, a su vez, también es docente en la cátedra de Introducción a la Ciencia Política en la Facultad de Derecho y Ciencias Sociales de la Universidad Católica Argentina (UCA).
Reconocido docente, por más de una década, en la cátedra de Abordaje y Resolución de Conflictos en el Instituto de Seguridad Pública (ISeP) de la Provincia de Santa Fe.
También se desempeñó como docente de posgrado en Universidad Nacional del Litoral (UNL), Facultad de Ciencias Jurídicas y Sociales: en el Post título en Mediación (Ce.Ca.M.A.R.Co).
Actualmente está a cargo de la investigación en la problemática Ambiental y Cambio climático en la Defensora del Pueblo, como así también de los Derechos de protección de datos personales y cyberseguridad.

## Formación

### Formación de grado
Se recibió de Licenciado en Ciencia Política, con orientación en Análisis Político, título expedido por la Facultad de Ciencia Política y Relaciones Internacionales de la Universidad Nacional de Rosario. Posteriormente también cursó y aprobó los estudios de Profesor Universitario de enseñanza Media y Superior en la facultad de Desarrollo e Investigación Educativa de la Universidad Abierta Interamericana.

### Otros estudios
Se diplomó en Gestión de Políticas Públicas en la Universidad Católica de Córdoba (UCCA- ICDA).
Culminó los estudios del posgrado en Control y Gestión de Políticas Públicas Municipales, de la Facultad Latinoamericana de Ciencias Sociales (FLACSO - Programa Argentina), conjuntamente con la Facultad de Ciencia Política y Relaciones Internacionales de Rosario (UNR) y el Instituto de Estudios Municipales de Rosario (IEM).
Pensamiento Económico: Facultad Latinoamericana de Ciencias Sociales (FLACSO) y Facultad de Ciencia Política y Relaciones Internacionales (UNR).
Investigación en Políticas y Gestión Local: INPAE The inter-American Network for Public Administration Education, Facultad de Ciencia Política y Relaciones Internacionales (UNR).
Información como Recurso Estratégico: Fuentes y manejos de datos estadísticos para la planificación. Universidad Nacional del Litoral (UNL) y Universidad Nacional de Entre Ríos (UNER).
Especializado en Negociación en Situaciones Críticas, Resolución de Crisis, y Intermediaciones Multipartes (Desempeñandose en el Ámbito Público, Privado y Social)

## Otras disciplinas
También es piloto de planeador con licencia N.º 81789 otorgada en el año 2008 por la Dirección de Habilitaciones Aeronáuticas de la Fuerza Aérea Argentina (FAA - CRA).
Otra disciplina en la que se formó es la mediación al cursar y aprobar el programa homologado por la Dirección Nacional de Medios Alternativos del Ministerio de Justicia y Derechos Humanos (Argentina).
Como conferencista ha realizado más de 50 ponencias ante organismos Públicos y universidades en diferentes países de América, Europa y África.